# ムバカ族
ムバカ族 (英語: Mbaka, フランス語: Ngbaka) とは、中央アフリカ共和国とコンゴ民主共和国の北西部に住む少数民族である。ムバカ族でムバカ語を話す人は約300,000人いる。

## 言語
ムバカ語、ンバンディ語 を話す。